# Stenolpium peruanum
Stenolpium peruanum är en spindeldjursart som beskrevs av Beier 1955. Stenolpium peruanum ingår i släktet Stenolpium och familjen Olpiidae. Inga underarter finns listade i Catalogue of Life.